# Acquacanina
Acquacanina település Olaszországban, Marche régióban, Macerata megyében. Lakosainak száma 122 fő (2017. január 1.). Acquacanina Bolognola, Fiastra, Fiordimonte, Sarnano, Ussita, Visso és San Ginesio községekkel határos.

## Népesség
A település népességének változása:

| 2017 | 122 |